# Oskar Gutwinski
Oskar Gutwinski (ur. 17 czerwca 1873, Osoblaha, zm. 13 sierpnia 1932 pod Śnieżnikiem) – niemiecki pionier narciarstwa i turystyki w Jesionikach.
Urodził się jako najstarszy syn aptekarza z Osoblahy. W Wiedniu studiował medycynę, w 1901 roku ożenił się i osiadł w Šumperku, gdzie prowadził gabinet dentystyczny oraz sprawował funkcję radnego. To tam zaraził się górską pasją oraz narciarstwem. Uczył nauki jazdy na Červenohorskim sedle, z jego inicjatywy w latach 1908-09 wyznakowano pierwsze zimowe trasy w Jesionikach: z Ramzovej przez Červenohorské sedlo na Pradziad, następnie przez Ovčárnię i Wysoką Holę na przełęcz Skřítek, a także ze Starego Města na Śnieżnik. Jako nadworny dentysta księcia Liechtensteina mógł bez przeszkód poruszać się po jego górskich włościach, oprowadzając rodzinę oraz przyjaciół. We wrześniu 1913 roku był jednym ze współzałożycieli Północnomorawskiego Klubu Narciarskiego (Skiklub Nordmähren).
W czasie I wojny światowej zgłosił się na ochotnika do armii austro-węgierskiej – jako lekarz batalionu narciarskiego brał udział w zimowych walkach w Karpatach, a następnie na froncie włoskim. Kilkukrotnie nagradzany trafił w końcu do włoskiej niewoli, z której wrócił z transportem rannych na Boże Narodzenie w 1918 roku.
Kłopoty zdrowotne nie pozwalały mu dalej prowadzić praktyki lekarskiej, więc 1922 został dzierżawcą schroniska księcia Liechtensteina pod Śnieżnikiem. Wraz z żoną Adele wyremontował obiekt, doprowadził do niego prąd, po kilku latach również telefon. Wybudował także nową stajnię, a potem stację meteorologiczną, którą sam obsługiwał. Życzliwie odnosił się zarówno do niemieckich jak i czeskich turystów, co w ówczesnych czasach nie zawsze było normą. Wkrótce też w schronisku pojawiło się wielu stałych bywalców oraz bohema artystyczna. Nie zaniedbał również swoich narciarskich zainteresowań - w 1925 zatrudnił J. Lacknera, instruktora narciarskiego z Tyrolu, który od stycznia do marca prowadził przy schronisku kursy nauki jazdy. Gutwinski często też schodził w doliny, do miast, gdzie organizował wykłady i pokazy zdjęć związanych z tematyką górską; pod pseudonimami (jako Der Alte, Der Alte vom Berge, Der Alte von Schneeberg) pisał do gazet oraz czasopism.
Oskar Gutwinski zmarł w swoim schronisku, na zawał serca. Po śmierci nazwano jego imieniem pobliskie źródło - znajdowała się tam tabliczka z napisem "In memoriam Dr. Gutwinski". Zniszczono ją w latach 50. XX wieku, ale we wrześniu 2001 ponownie stanęła nad źródłem wraz z biogramem patrona.